# Joshua Fisher
Joshua Lee Fisher Orange (n. 24 de octubre de 1980, Washington D. C., Estados Unidos), más conocido como Josh Fisher, es un exjugador de baloncesto estadounidense (nacionalizado español al casarse con una española) y actual asistente técnico de Fotis Katsikaris en el  UCAM Murcia.

## Biografía
Fisher se formó en la Universidad de St. Louis. En el año 2004, recibió una invitación para jugar la liga de verano de Inca por el Club Baloncesto La Puebla (que acabó subcampeón) y fichó por el Cerámica Leoni, equipo de Castellón. Recaló en el Pamesa Valencia, pero tras dos partidos jugados en la ACB, volvió al Castellón en calidad de cedido, y terminó la temporada en ese mismo club. En el año 2005, el Gijón Baloncesto le incorporó al equipo, pero otro equipo ACB, esta vez el Real Madrid se hizo con sus servicios tras promediar en Gijón 11,6 puntos y 3,3 asistencias. A Fisher le acompaña Alex Scales como fichajes de invierno.
En septiembre de 2006, es contratado para un mes por el Polaris World Murcia (ACB). En enero de 2007, fichó por el Etosa Alicante (ACB), donde disputó 17 partidos con una media de 7.2 puntos y 1.6 asistencias. Continuó en dicho club una temporada más ya en liga LEB.
En agosto de 2008, vuelve a la ACB de la mano del CB Gran Canaria.
El 16 de septiembre de 2010 ficha por un mes con el Bizkaia Bilbao Basket. El 20 de octubre de 2010, y tras rescindir el contrato con los bilbaínos, el Real Madrid le vuelve a contratar como sustituto temporal de Pablo Prigioni.
Una vez recuperado Pablo Prigioni, Fisher se ha quedado sin sitio en el Real Madrid. Ahora el destino quiere que su camino se cruce de nuevo con el de Bizkaia Bilbao Basket. El 29 de noviembre de 2010, el fichaje ha sido anunciado oficialmente por el club. Bizkaia Bilbao Basket contrata a Fisher por lo que resta de temporada y una temporada más opcional.
El 25 de mayo de 2012 anuncia su marcha del club al haberse terminado su contrato y el 28 de septiembre de 2012 se confirma su fichaje por el club madrileño Asefa Estudiantes.

## Carrera como asistente
En 2015 firma con el UCAM CB para formar parte del equipo técnico del griego Fotis Katsikaris junto con Francis Sánchez.